# Scenarzysta

Scenariusz

Scenarzysta – osoba pisząca scenariusz do filmu, serialu, gry komputerowej, reklamy, audycji radiowej, programu telewizyjnego lub komiksu itp. (nie mylić z dramatopisarzem, czyli osobą piszącą sztuki teatralne).

## Scenarzysta – scenariusz
Wyewoluował z profesji dramatopisarza, czyli twórcy sztuki teatralnej. Wraz z rozwojem środków masowego przekazu pojawiło się zapotrzebowanie na firmy, które tworzyłyby materiał literacki, na którego podstawie można zrealizować film, serial, reklamę, program telewizyjny czy audycję radiową. Utwór scenarzysty, czyli scenariusz, musi zawierać dialogi oraz didaskalia, czyli tekst opisujący wszystko, co ma mieć miejsce na ekranie, a nie jest wypowiedziane przez aktorów. Może być to zarówno tekst oryginalny, jak i zaadaptowane na potrzeby kina dzieło literackie. W takim przypadku scenarzysta musi, pamiętając o ograniczeniach czasowych i możliwościach technicznych, przystosować treść książki tak, aby powstała jej ekranizacja. Scenariusze mogą powstawać na zamówienie lub być wynikiem inwencji piszącego, który potem stara się zainteresować dziełem producentów lub reżyserów. 